# 佩尔塞涅新城
佩尔塞涅新城（法語：Villeneuve-en-Perseigne，法語發音：[vilnœv ɑ̃ pɛʁsɛɲ]）是法国萨尔特省的一个市镇，属于马梅尔斯区。该市镇于2015年由原市镇谢杜埃河畔拉弗雷奈、沙塞、利涅尔拉卡雷勒、蒙蒂尼、鲁莱和圣里戈梅德布瓦合并而成，行政中心位于谢杜埃河畔拉弗雷奈。

## 地名
“佩尔塞涅新城”（Villeneuve-en-Perseigne）一名中的“佩尔塞涅”（Perseigne）指佩尔塞涅森林，其为萨尔特省的一片森林，占地约5100公顷。

## 地理
佩尔塞涅新城（48°26'52"N, 0°15'12"E）面积31.41 平方千米，位于法国卢瓦尔河地区大区萨尔特省，该省份为法国西北部内陆省份，北起顺时针与奥恩省、厄尔-卢瓦省、卢瓦-谢尔省、安德尔-卢瓦尔省、曼恩-卢瓦尔省和马耶讷省接壤，是法国大西部的入口，连接卢瓦尔河谷、布列塔尼和巴黎盆地。
与佩尔塞涅新城接壤的市镇（或旧市镇、城区）包括：勒梅尼勒布鲁、维莱讷拉卡雷勒、卢兹、索努瓦地区讷沙泰勒、瑟马莱、昂西讷、萨尔特河畔圣莱热、欧特里沃。
佩尔塞涅新城的时区为UTC+01:00、UTC+02:00（夏令时）。

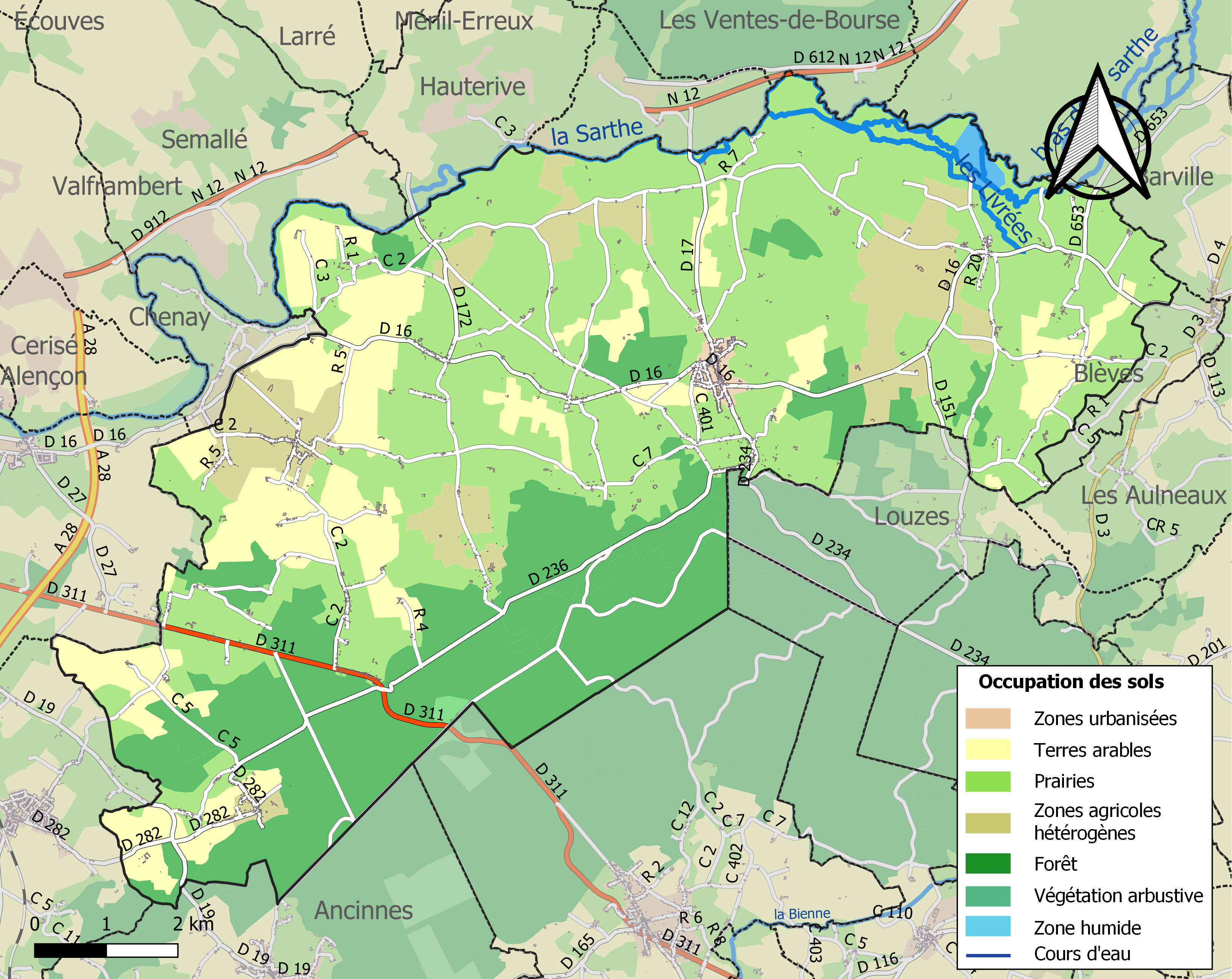
佩尔塞涅新城的OSM定位图

## 行政
佩尔塞涅新城的邮政编码为72600，INSEE市镇编码为72137。

## 政治
佩尔塞涅新城所属的省级选区为马梅尔斯县。

## 人口
佩尔塞涅新城于2022年1月1日时的人口数量为2189人。